# Kliper
Kliper var en planerad rysk rymdfarkost i början av 2000-talet. Den skulle ersätta Sojuz.
För att Kliper skulle kunna nå upp till ISS med större last än Sojuz, skulle den ta hjälp av den obemannade Parom farkosten. Projektet sköts upp på obestämd tid 2006.